# Réserve indienne de Gila River
La réserve indienne de Gila River (en anglais : Gila River Indian Reservation) est une réserve indienne située en Arizona. Elle a été créée en 1859 pour les tribus Pimas et Maricopas.

## Géographie
Sa superficie est de 1 512,57 km2, dont 1 511,63 km2 de terre et 0,94 km2 d'eau.

## Démographie
| Groupe            | Gila River | Arizona | États-Unis |
| ----------------- | ---------- | ------- | ---------- |
| Amérindiens       | 96,5       | 4,6     | 0,9        |
| Métis             | 3,5        | 3,4     | 2,9        |
| Blancs            | 2,1        | 73,0    | 72,4       |
| Autres            | 1,4        | 14,9    | 11,2       |
| Afro-Américains   | 0,3        | 4,1     | 12,6       |
| Total             | 100        | 100     | 100        |
|                   |            |         |            |
| Latino-Américains | 15,3       | 29,7    | 16,7       |

Selon l'American Community Survey, pour la période 2011-2015, 80,16 % de la population âgée de plus de 5 ans déclare parler anglais à la maison, alors que 12,07 % déclare parler une langue amérindienne (pima ou maricopa principalement), 5,19 % l'espagnol, 1,06 % le navajo, 0,77 % l'arabe, 0,36 % le tagalog, 0,32 % le gujarati et 0,07 % une autre langue.

## Localités
- Bapchule (Pihpchul)
- Blackwater (Chukma Shuhthagi)
- Casa Blanca
- Co-op Village (Chichino)
- Gila Crossing (Kuiva)
- Goodyear (Valin Thak)
- Komatke (Komadk)
- Maricopa Colony
- Sacate Village
- Sacaton (Ge'e Kih)
- Sacaton Flats (Hahshani Kehk)
- St. John's
- Santa Cruz (Hia-t-ab)
- Santan/Santa Ana (Santan)
- Stotonic (S-totonigk)
- Sweetwater (S-iʼovi Shuhthagi)
- Vahki (Va'akih)
- Wet Camp Village

## Personnalités
- Ira Hayes